# 반역 (1951년 영화)
《반역》(Decision Before Dawn)은 미국에서 제작된 아나톨 리트박 감독의 1951년 영화이다. 리차드 베이스하트 등이 주연으로 출연하였고 프랭크 맥카시 등이 제작에 참여하였다. 아카데미 작품상 후보로 지명되었다.

## 출연

### 주연
- 리차드 베이스하트
- 게리 메릴

### 조연
- 오스카 베르너
- 도미니크 블랑셔
- O.E. 하스
- 힐드가드 네프